# Miconia asplundii
Miconia asplundii es una especie de planta con flor en la familia de las Melastomataceae. Es endémica de  Ecuador.

## Distribución y hábitat
Es un arbusto endémico de los Andes de Ecuador, donde se le conoce sólo de dos colecciones 1939 de la provincia de Tungurahua. Ambos son de la Cordillera de los Llanganates: uno en el "Valle del Río Sangarinas (Desaguadero), Río San José" y el otro de "La Trinca". La especie probablemente se produce en el Parque nacional Llanganates, pero no se ha informado recientemente. Aparte de la destrucción del hábitat, no se conocen amenazas específicas.

## Taxonomía
Miconia asplundii fue descrita por Wurdack y publicado en Phytologia 24(3): 202–203. 1972.
Etimología
Miconia: nombre genérico que fue otorgado en honor del botánico catalán Francisco Micó.
asplundii: epíteto